# Ploulec'h
Ploulec'h (tiếng Breton: Ploulec'h) là một xã của tỉnh Côtes-d'Armor, thuộc vùng Bretagne, tây bắc Pháp.

## Dân số
Người dân ở Ploulec'h được gọi là Ploulec'hois hoặc Ploulec'hiens.

## Twinning
- St Erth, Cornwall